# Marxismo classico
Il marxismo classico si riferisce alle teorie economiche, filosofiche e sociologiche esposte da Karl Marx e Friedrich Engels in contrasto con i successivi sviluppi del marxismo, in particolare il marxismo-leninismo.

## Karl Marx

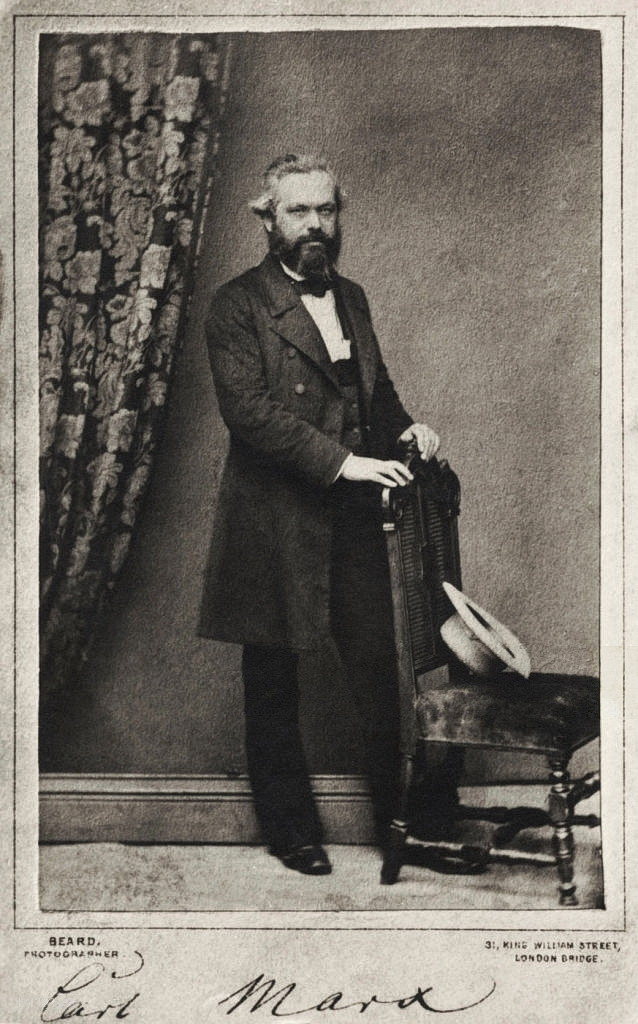
Karl Marx nel 1861

Karl Marx (5 maggio 1818, Treviri, Germania – 14 marzo 1883, Londra) è stato un filosofo, sociologo, economista politico e socialista rivoluzionario tedesco immensamente influente. Marx ha affrontato un'ampia gamma di questioni, tra cui l'alienazione e lo sfruttamento del lavoratore, il modo di produzione capitalistico e il materialismo storico, sebbene sia famoso soprattutto per la sua analisi della storia in termini di lotte di classe, riassunta nella riga di apertura dell'introduzione al Manifesto comunista: "La storia di tutta la società finora esistente è la storia delle lotte di classe". L'influenza delle sue idee, già popolari durante la sua vita, ricevette ulteriore impulso dalla vittoria dei bolscevichi russi nella rivoluzione d'ottobre del 1917 e ci sono poche parti del mondo che non furono significativamente toccate dalle idee marxiste nel corso del ventesimo secolo.
Come ha osservato lo studioso di Marx statunitense Hal Draper: "Ci sono pochi pensatori nella storia moderna il cui pensiero è stato così malamente travisato, sia dai marxisti che dagli anti-marxisti".

### Prime influenze
Le prime influenze su Marx sono spesso raggruppate in tre categorie, vale a dire la filosofia tedesca, l'economia politica inglese/scozzese e il socialismo francese.

#### Filosofia tedesca
Le principali influenze includono Immanuel Kant, Georg Wilhelm Friedrich Hegel e Ludwig Feuerbach.
Marx ha studiato sotto uno degli allievi di Hegel, Bruno Bauer, un leader del circolo dei Giovani hegeliani a cui Marx si è attaccato. Tuttavia, dal 1841 lui ed Engels arrivarono a non essere d'accordo con Bauer e il resto dei Giovani hegeliani sul socialismo e anche sull'uso della dialettica di Hegel e si staccò progressivamente dall'idealismo tedesco e dai Giovani Hegeliani. I primi scritti di Marx sono quindi una risposta a Hegel, all'idealismo tedesco e una rottura con il resto dei Giovani hegeliani. Marx, "ha messo Hegel a testa in giù", nella sua visione del suo ruolo, trasformando la dialettica idealistica in una materialistica, nel proporre che le circostanze materiali formino le idee invece del contrario. In questo Marx seguiva l'esempio di Feuerbach. La sua teoria dell'alienazione, sviluppata nei Manoscritti economico-filosofici del 1844 (pubblicati nel 1932), si ispirava alla critica di Feuerbach dell'alienazione dell'uomo in Dio attraverso l'oggettivazione di tutte le sue caratteristiche intrinseche (così l'uomo proiettava su Dio tutte le qualità che sono infatti la qualità propria dell'uomo che definisce la "natura umana"). Ma Marx ha anche criticato Feuerbach per essere insufficientemente materialista.

#### Economia politica inglese e scozzese
Le influenze principali includono Adam Smith e David Ricardo.
Marx ha costruito e criticato i più noti economisti politici del suo tempo, gli economisti politici classici britannici.
Marx ha criticato Smith e Ricardo per non essersi resi conto che i loro concetti economici riflettevano istituzioni specificamente capitaliste, non proprietà naturali innate della società umana e non potevano essere applicati senza modifiche a tutte le società. Ha proposto una correlazione sistematica tra valori-lavoro e prezzi monetari. Ha affermato che la fonte dei profitti sotto il capitalismo è il valore aggiunto dei lavoratori non pagati in salario. Questo meccanismo operava attraverso la distinzione tra "forza lavoro", che i lavoratori scambiavano liberamente con il loro salario; e "lavoro", su cui i capitalisti possessori di beni acquisirono così il controllo. Questa distinzione pratica e teorica fu l'intuizione primaria di Marx e gli permise di sviluppare il concetto di "plusvalore", che distingueva le sue opere da quelle di Smith e Ricardo.

#### Socialismo francese
Le principali influenze includono Jean-Jacques Rousseau, Charles Fourier, Henri de Saint-Simon, Pierre-Joseph Proudhon e Louis Blanc.
Rousseau è stato uno dei primi scrittori moderni ad attaccare seriamente l'istituzione della proprietà privata ed è talvolta considerato un antenato del socialismo e del comunismo moderni, sebbene Marx menzioni raramente Rousseau nei suoi scritti.
Nel 1833, la Francia stava vivendo una serie di problemi sociali derivanti dalla rivoluzione industriale. Un certo numero di ampi piani di riforma sono stati sviluppati da pensatori della sinistra politica. Tra i più grandiosi c'erano i piani di Charles Fourier e dei seguaci di Saint-Simon. Fourier voleva sostituire le città moderne con comunità utopiche mentre i Saint-Simoniani sostenevano di dirigere l'economia manipolando il credito. Sebbene questi programmi non abbiano avuto molto sostegno, hanno ampliato l'immaginazione politica e sociale di Marx.
Louis Blanc è forse meglio conosciuto per aver originato il principio sociale, poi adottato da Marx, di come dovrebbero essere distribuiti lavoro e reddito: "Da ciascuno secondo le sue capacità, a ciascuno secondo i suoi bisogni".
Pierre-Joseph Proudhon partecipò alla rivolta del febbraio 1848 e alla composizione di quella che definì "la prima proclamazione repubblicana" della nuova repubblica, ma nutriva perplessità sul nuovo governo perché stava perseguendo riforme politiche a scapito della riforma socio-economica dell'economia, che Proudhon considerava fondamentale. Proudhon pubblicò la sua prospettiva di riforma, Solution du problème social, in cui espose un programma di mutua cooperazione finanziaria tra i lavoratori. Credeva che questo avrebbe trasferito il controllo delle relazioni economiche dai capitalisti e dai finanzieri ai lavoratori. Era il libro di Proudhon Che cos'è la proprietà? che convinse il giovane Karl Marx che la proprietà privata doveva essere abolita.

#### Altre influenze su Marx
Le influenze principali includono Friedrich Engels, il materialismo greco antico, Giambattista Vico e Lewis Henry Morgan.
La revisione dell'hegelismo di Marx fu anche influenzata dal libro di Engels La situazione della classe operaia in Inghilterra nel 1844, che portò Marx a concepire la dialettica storica in termini di conflitto di classe e a vedere la classe operaia moderna come la forza rivoluzionaria più progressista.
Marx fu influenzato dal materialismo antico, in particolare da Epicuro (al quale Marx dedicò la sua tesi, La differenza tra la filosofia naturale di Democrito e la filosofia naturale di Epicuro, 1841) per il suo materialismo e la teoria del clinamen che aprirono un regno di libertà.
Giambattista Vico ha proposto una teoria ciclica della storia, secondo la quale le società umane progrediscono attraverso una serie di stadi dalla barbarie alla civiltà per poi tornare alla barbarie. Nella prima fase, chiamata l'Età degli Dei, emergono la religione, la famiglia e altre istituzioni fondamentali; nella successiva Età degli Eroi, la gente comune è tenuta sottomessa da una classe dominante di nobili; nella fase finale, l'Età degli Uomini, le persone si ribellano e conquistano l'uguaglianza, ma nel processo la società comincia a disintegrarsi. L'influenza di Vico su Marx è evidente.
Marx ha attinto a Lewis Henry Morgan e alla sua teoria dell'evoluzione sociale. Ha scritto una raccolta di taccuini dalla sua lettura di Lewis Morgan, ma sono considerati piuttosto oscuri e disponibili solo in edizioni accademiche. (Tuttavia Engels è molto più notevolmente influenzato da Morgan che da Marx).

## Friedrich Engels

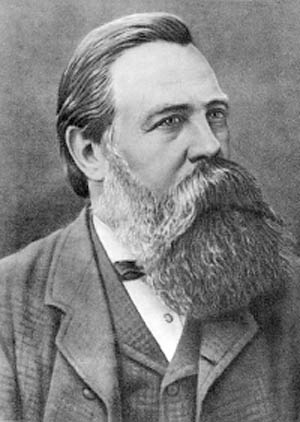
Friedrich Engels è stato un cofondatore e fautore del marxismo

Friedrich Engels (28 novembre 1820, Wuppertal, Prussia – 5 agosto 1895, Londra) è stato un filosofo politico tedesco del XIX secolo. Sviluppò la teoria comunista insieme al suo collaboratore più noto, Karl Marx.
Nel 1842, suo padre mandò il giovane Engels in Inghilterra per aiutare a gestire la sua fabbrica di cotone a Manchester. Scioccato dalla diffusa povertà, Engels iniziò a scrivere un resoconto che pubblicò nel 1845 come La situazione della classe operaia in Inghilterra ().
Nel luglio 1845, Engels si recò in Inghilterra, dove incontrò una donna della classe operaia irlandese di nome Mary Burns (Crosby), con la quale visse fino alla sua morte nel 1863. In seguito, Engels visse con sua sorella Lizzie, sposandola il giorno prima della sua morte nel 1877. Queste donne potrebbero averlo introdotto al movimento cartista, del quale incontrò diversi capi, tra cui George Harney.
Engels partecipò attivamente alla Rivoluzione del 1848, prendendo parte alla rivolta di Elberfeld. Engels combatté nella rivoluzione del Baden contro i prussiani (giugno/luglio 1849) come aiutante di campo di August Willich, che comandò un Corpo Libero nella rivolta del Baden-Palatinato.

### Marx ed Engels
Marx ed Engels si incontrarono di persona per la prima volta nel settembre 1844. Scoprirono di avere opinioni simili sulla filosofia e sul capitalismo e decisero di lavorare insieme, producendo una serie di opere tra cui Die heilige Familie (La sacra famiglia). Dopo che le autorità francesi deportarono Marx dalla Francia nel gennaio 1845, Engels e Marx decisero di trasferirsi in Belgio, che allora consentiva una maggiore libertà di espressione rispetto ad altri paesi europei. Engels e Marx tornarono a Bruxelles nel gennaio 1846, dove fondarono il Comitato di corrispondenza comunista.
Nel 1847, Engels e Marx iniziarono a scrivere insieme un pamphlet, basato sui Principi del comunismo di Engels. Completarono l'opuscolo di 12 000 parole in sei settimane, scrivendolo in modo tale da rendere il comunismo comprensibile a un vasto pubblico e lo pubblicarono come Manifesto del Partito Comunista nel febbraio 1848. A marzo, il Belgio espulse sia Engels che Marx. Si trasferirono a Colonia, dove iniziarono a pubblicare un giornale radicale, il Neue Rheinische Zeitung. Nel 1849, sia Engels che Marx dovettero lasciare la Germania e si trasferirono a Londra. Le autorità prussiane fecero pressione sul governo britannico per espellere i due uomini, ma il primo ministro Conte John Russell rifiutò. Con solo i soldi che Engels poteva raccogliere, la famiglia Marx viveva in estrema povertà. I contributi di Marx ed Engels alla formazione della teoria marxista sono stati descritti come inseparabili.

## Idee principali
Le idee principali di Marx includevano:
- Alienazione: Marx si riferisce all'alienazione delle persone da aspetti della loro "natura umana" (Gattungswesen, solitamente tradotto come "essenza-specie" o "essere-specie"). Credeva che l'alienazione fosse un risultato sistematico del capitalismo. Sotto il capitalismo, i frutti della produzione appartengono ai datori di lavoro, che espropriano il surplus creato da altri e così facendo generano lavoro alienato.[9] L'alienazione descrive le caratteristiche oggettive della situazione di una persona nel capitalismo: non è necessario che credano o si sentano alienati.
- Struttura e sovrastruttura: Marx ed Engels usano il concetto di "struttura di base" per spiegare l'idea che la totalità delle relazioni tra le persone riguardo alla "produzione sociale della loro esistenza" costituisce la base economica, sulla quale sorge una sovrastruttura di politica e istituzioni legali. Alla base corrisponde la coscienza sociale che include le idee principali religiose, filosofiche e altre. La base condiziona sia la sovrastruttura che la coscienza sociale. Un conflitto tra lo sviluppo delle forze produttive materiali ei rapporti di produzione provoca rivoluzioni sociali e il conseguente cambiamento della base economica porterà prima o poi alla trasformazione della sovrastruttura.[10] Per Marx, questo rapporto non è un processo a senso unico: è riflessivo e la base determina in prima istanza la sovrastruttura mentre rimane il fondamento di una forma di organizzazione sociale che si trasforma essa stessa come elemento nel complesso processo dialettico. Il rapporto tra sovrastruttura e base è considerato dialettico, in un certo senso ineffabile se non per il fatto che si dispiega nella sua realtà materiale nell'effettivo processo storico (che il socialismo scientifico si propone di spiegare e in definitiva di guidare).
- Coscienza di classe: la coscienza di classe si riferisce alla consapevolezza, sia di se stessa che del mondo sociale che la circonda, che una classe sociale possiede e la sua capacità di agire nei propri interessi razionali basati su questa consapevolezza. Quindi la coscienza di classe deve essere raggiunta prima che la classe possa organizzare una rivoluzione di successo. Tuttavia, sono stati sviluppati altri metodi di azione rivoluzionaria, come l'avanguardismo.
- Sfruttamento: Marx si riferisce allo sfruttamento di un intero segmento o classe della società da parte di un altro. Lo vede come una caratteristica intrinseca e un elemento chiave del capitalismo e del libero mercato. Il profitto ottenuto dal capitalista è la differenza tra il valore del prodotto realizzato dall'operaio e il salario effettivo che l'operaio riceve - in altre parole, il capitalismo funziona sulla base del pagamento dei lavoratori meno del valore pieno del loro lavoro per consentire alla classe capitalista di realizzare un profitto.
- Materialismo storico: il materialismo storico è stato articolato per la prima volta da Marx, sebbene egli stesso non abbia mai usato il termine. Cerca le cause degli sviluppi e dei cambiamenti nelle società umane nel modo in cui gli esseri umani collettivamente fanno i mezzi per la vita, dando così risalto attraverso l'analisi economica a tutto ciò che coesiste con la base economica della società (es. classi sociali, politiche strutture, ideologie).
- Mezzi di produzione: i mezzi di produzione sono una combinazione dei mezzi di lavoro e del soggetto del lavoro utilizzato dai lavoratori per realizzare i prodotti. I mezzi di lavoro comprendono macchine, strumenti, attrezzature, infrastrutture e "tutte quelle cose con cui l'uomo agisce sul soggetto del lavoro e lo trasforma".[11] Il tema del lavoro comprende materie prime e materiali prelevati direttamente dalla natura. I mezzi di produzione da soli non producono nulla: la forza lavoro è necessaria perché la produzione abbia luogo.
- Ideologia: senza offrire una definizione generale di "ideologia",[12] Marx ha usato a più riprese il termine per designare la produzione di immagini della realtà sociale. Secondo Engels, "l'ideologia è un processo compiuto dal cosiddetto pensatore consapevolmente, è vero, ma con una falsa coscienza. Le vere forze motrici che lo spingono gli restano sconosciute; altrimenti semplicemente non sarebbe un processo ideologico. Quindi immagina forze motrici false o apparenti".[13] Poiché la classe dominante controlla i mezzi di produzione della società, la sovrastruttura della società e le sue idee dominanti saranno determinate secondo ciò che è nel migliore interesse della classe dominante. Come ha detto Marx notoriamente in L'ideologia tedesca, "le idee della classe dominante sono in ogni epoca le idee dominanti, cioè la classe che è la forza materiale dominante della società, è allo stesso tempo la sua forza intellettuale dominante".[14] Pertanto, l'ideologia di una società è di enorme importanza poiché confonde i gruppi alienati e può creare false coscienze come il feticismo delle merci (percepire il lavoro come capitale, una degradazione della vita umana).
- Modo di produzione: il modo di produzione è una combinazione specifica di forze produttive (compresi i mezzi di produzione umani e forza-lavoro, strumenti, attrezzature, edifici e tecnologie, materiali e terreni migliorati) e relazioni sociali e tecniche di produzione (compresi i beni, rapporti di potere e di controllo che regolano il patrimonio produttivo della società, spesso codificati in legge, rapporti di lavoro cooperativo e forme di associazione, rapporti tra le persone e gli oggetti del loro lavoro e rapporti tra classi sociali).
- Economia politica: il termine "economia politica" indicava originariamente lo studio delle condizioni in cui la produzione era organizzata negli stati-nazione del neonato sistema capitalista. L'economia politica studia quindi il meccanismo dell'attività umana nell'organizzazione del materiale e il meccanismo di distribuzione del surplus o del deficit che è il risultato di tale attività. L'economia politica studia i mezzi di produzione, in particolare il capitale e come questo si manifesta nell'attività economica.

### Il concetto di classe di Marx
Marx riteneva che l'identità di classe si configurasse nei rapporti con il modo di produzione. In altre parole, una classe è un collettivo di individui che hanno un rapporto simile con i mezzi di produzione (contrariamente all'idea più comune che la classe sia determinata dalla sola ricchezza, cioè classe alta, classe media e classe povera).
Marx descrive diverse classi sociali nelle società capitaliste, tra cui principalmente:
- Il proletariato: "quegli individui che vendono la loro forza-lavoro, (e quindi aggiungono valore ai prodotti), e che, nel modo di produzione capitalistico, non possiedono i mezzi di produzione". Secondo Marx, il modo di produzione capitalistico stabilisce le condizioni affinché la borghesia possa sfruttare il proletariato per il fatto che la forza-lavoro dell'operaio genera un valore aggiunto maggiore del suo salario.
- La borghesia: coloro che "possiedono i mezzi di produzione" e acquistano forza-lavoro dal proletariato, che sono ricompensati con un salario, sfruttando così il proletariato.

La borghesia può essere ulteriormente suddivisa in borghesia molto ricca e piccola borghesia. I piccoli borghesi sono coloro che impiegano manodopera, ma possono anche lavorare da soli. Questi possono essere piccoli proprietari, contadini proprietari terrieri o lavoratori del commercio. Marx predisse che la piccola borghesia alla fine sarebbe stata distrutta dalla costante reinvenzione dei mezzi di produzione e il risultato di ciò sarebbe stato il movimento forzato della stragrande maggioranza della piccola borghesia verso il proletariato. Marx identificò anche il sottoproletariato, uno strato della società completamente slegato dai mezzi di produzione.
Marx descrive anche i comunisti come separati dal proletariato oppresso. I comunisti dovevano essere un partito unificatore del proletariato; erano rivoluzionari istruiti che potevano portare il proletariato alla rivoluzione e aiutarlo a stabilire la democratica dittatura del proletariato. Secondo Marx, i comunisti sosterrebbero qualsiasi vera rivoluzione del proletariato contro la borghesia. Così i comunisti aiutano il proletariato a creare l'inevitabile società senza classi (Vladimir Lenin va oltre questo concetto affermando che solo i "rivoluzionari di professione" possono guidare la rivoluzione contro la borghesia).

### La teoria della storia di Marx
La teoria marxista del materialismo storico intende la società come fondamentalmente determinata dalle condizioni materiali in un dato momento: ciò significa le relazioni che le persone intrattengono tra loro per soddisfare i loro bisogni fondamentali, ad esempio per nutrire e vestire se stessi e le loro famiglie. In generale, Marx ed Engels hanno identificato cinque fasi successive dello sviluppo di queste condizioni materiali nell'Europa occidentale.
1. Comunismo primitivo
2. Asiatico
3. Antica società degli schiavi
4. Feudalesimo
5. La moderna società borghese